# Yoshihiro Tagawa
Yoshihiro Tagawa (田川義浩 Tagawa Yoshihiro?), también conocido como DJ TOTTO, es un compositor y artista musical de Bemani, el cual hizo su debut en el evento JAEPO 2013 donde se anunció que él compondría la última canción desbloqueable para REFLEC BEAT colette -Winter-, Valanga. Desde aquel entonces, se volvió un contribuidor regular de material para la gran mayoría de títulos de Bemani. Actualmente, es uno de los directores de sonido de REFLECT BEAT junto con Osamu Migitera.
Su estilo musical es muy aplicado en los géneros drum'n'bass electro y hard trance. incluso ha incursionado en varios géneros de Rock y Metal, además de algunas canciones bajo el nombre de DJ Totoriott.
Yoshihiro se volvió parte de la discografía Beatnation Records en febrero de 2014, por elección de DJ YOSHITAKA.

## Música principal
La siguiente lista muestra las canciones que fueron creadas por el mismo autor y también con los artistas que trabajó para su elaboración:

### REFLEC BEAT
- colette
  - Valanga
  - Windy Fairy
  - 海神
  - 終焔のClaudia
  - Arcanos (DJ Totoriott)
  - THE SAFARI -DJ TOTTO mix-

- groovin'!!
  - Chronoxia
  - Guilty Destruction (DUALLELE(Akhuta&DJ TOTTO))
  - LIGHTNING THUNDERBOLT-Try to Sing Ver.
  - ハピ恋☆らぶりぃタイム!!
  - 鬼天

- groovin'!! Upper
  - 伐折羅-vajra-
  - カーテンコール・メモリーズ

- VOLZZA
  - Crystalia
  - Rebellio (MAX MAXIMIZER VS DJ TOTTO)

- VOLZZA 2
  - Precioue☆Star

### beatmania IIDX
- SPADA
  - Adularia
  - INSOMNIA (ジャカルタファンクブラザーズ)

- PENDUAL
  - FANTASTIC THREE (ジャカルタファンクブラザーズ)
  - Gravigazer

- copula
  - 少女アリスと箱庭幻想コンチェルト

### GuitarFreaks & DrumMania
- GITADORA
  - 見習い天使と星降りの丘
- GITADORA OverDrive 
  - 童話回廊
- GITADORA Tri-boost 
  - アンモノクローム

### pop'n music
- ラピストリア
  - illumina

### jubeat
- saucer
  - Arousing

- prop
  - glacia

### Beatstream
- ビビットストリーム - システムBGM
  - メイビ～初恋！？ビスケット☆大作戦
  - にゃんのパレードマーチ♪

### DanceDanceRevolution
- 2014
  - HAPPY☆LUCKY☆YEAPPY

### Otros derivados
- - STULTI
  - chaplet
  - IX
  - KHAMEN BREAK
  - 虹色遊園地
  - 妖隠し -あやかしかくし-
  - Chloé